# NGC 33
NGC 33 là hệ sao đôi (F6 và F4) trong chòm sao Song Ngư. Trong khi ở gần nhau, các ngôi sao có khả năng không liên quan đến nhau về mặt vật lý. Ngôi sao phía đông (và hơi mờ hơn) cách Mặt trời 4020±520 năm, trong khi ngôi sao phía tây sáng hơn cách Mặt trời 5560±580 năm ánh sáng. Tuy nhiên, chúng có những chuyển động thích hợp tương đối giống nhau, vì vậy mối quan hệ của họ không rõ ràng.

## Khám phá
NGC 33 được ghi lại bởi nhà thiên văn học người Đức Albert Marth, vào ngày 9 tháng 9 năm 1864.